# Hunedoara: obiective subiective
Hunedoara: obiective subiective este un film românesc din 1985 regizat de Alexandru Boiangiu, Erich Nussbaum.